# Metro Santo Domingo
Die Metro Santo Domingo ist das U-Bahn-System von Santo Domingo, der Hauptstadt der Dominikanischen Republik. Die Einweihung der ersten Linie und Inbetriebnahme der Metro im regulären Betrieb erfolgte am 29. Januar 2009. Das Netz umfasst aktuell (Stand August 2023) zwei Linien mit 34 Haltestellen über 31 Kilometer Streckenlänge, Verlängerungen beider Linien sind im Bau.

## Geschichte und Bau
Der Bau einer U-Bahn für Santo Domingo ist Teil des nationalen Raumordnungsplans, um die Verkehrssituation in der Hauptstadt, wie auch für den Rest des Landes zu verbessern. Das Projekt einer Metro wurde vom brasilianischen Präsidenten Lula da Silva vorgeschlagen, doch erst während der Amtszeit des dominikanischen Präsidenten Leonel Fernández stimmte dieser dem Bau und der Unterstützung durch Brasilien zu. Die gesamten Investition sollten 25 Milliarden Dominikanische Pesos, umgerechnet rund 735 Millionen Dollar bzw. 430 Millionen Euro betragen. Mit dem ersten Teilabschnitt sollte eine deutliche Verkehrsentlastung der staugeplagten Straßen Avenida Hermanas Mirabal und Avenida Máximo Gómez erreicht werden.
Das Projekt war umstritten. Zwar gab es damals ein stabiles Wirtschaftswachstum, dennoch fehlten viele grundsätzliche Versorgungsmöglichkeiten. Dazu kamen die fehlenden Bodenschätze und die unzureichende Infrastruktur, zum anderen die mangelhafte Versorgungslage für Strom, Trinkwasser, Abwasser, Gesundheit und öffentliches Bildungswesen. Hinzu kam eine hohe Landflucht. Die Opposition argumentierte, dass die finanziellen Mittel für den Bau der U-Bahn von den Budgets des Bildungsministeriums, der öffentlichen Gesundheitsversorgung etc. genommen wurden und diese Einrichtungen während des Baus der Metro nur unzureichend betrieben werden können.

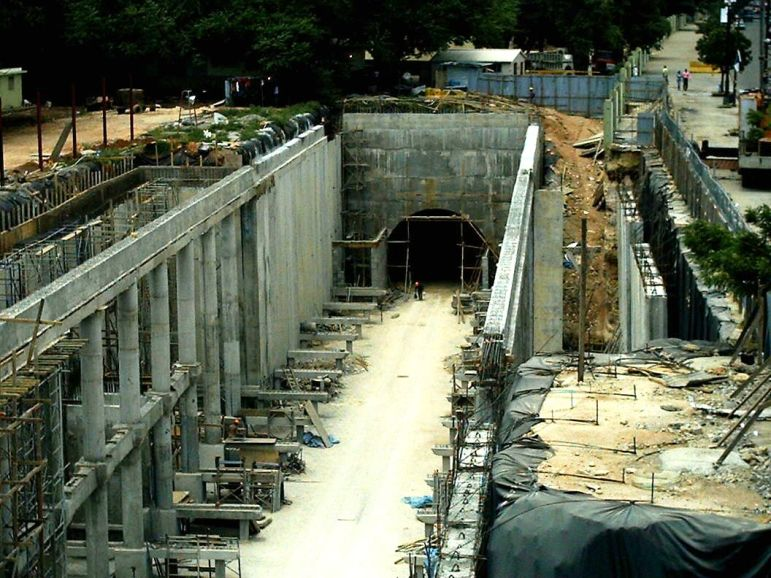
Tunnelbaustelle der Linie 1 (Januar 2004)

Präsident Fernández legte im Jahr 2005 den Grundstein für den Bau der ersten Metrolinie in der Dominikanischen Republik und der zweiten in der Karibik nach dem Tren Urbano in San Juan auf Puerto Rico. Mit der 2009 fertig gestellte ersten Linie ergänzt die Metro seither das bereits existierende Nahverkehrssystem von Santo Domingo, das Bussystem Oficina Metropolitana de Servicios de Autobuses (OMSA). Am 1. April 2013 wurde dann der erste Abschnitt der Linie 2 von María Montez nach Eduardo Brito eingeweiht.
Zum zehnjährigen Bestehen der Metro Santo Domingo hat der neue Chef der Betriebergesellschaft Oficina para el Reordenamiento del Transporte (OPRET, auf deutsch Amt für die Reorganisation der Transporte), Manuel Saleta, im Januar 2019 insgesamt 30 Maßnahmen zur Verbesserung des Systemes angekündigt. Darunter die Verlängerung aller 60-Meter-Bahnsteige auf die doppelte Länge, um zukünftig die Transportkapazität durch Züge in Doppeltraktion massiv zu erhöhen. Nachdem die Bauarbeiten zur Verlängerung der Bahnsteige der fünf Hochbahnstationen der Linie 1 in Villa Mella auf 120 Meter, der Ausbau der Verbindungskurve zwischen beiden Linien nahe der Station Juan Pablo Duarte, die Anpassung der Signaltechnik durch Siemens sowie der Neubau eines Unterwerkes in Paraíso im Februar 2025 abgeschlossen waren, soll ab Juli 2025 der Betrieb schrittweise auf Langzüge aus zwei Einheiten umgestellt werden. Damit sollen die Probleme durch die chronische Überlastung der U-Bahn behoben werden.

## Strecken
Die beiden aktuellen Strecken sind Durchmesserlinien, die das Stadtgebiet in Nord-Süd-Richtung (Linie 1) sowie West-Ost-Richtung (Linie 2) erschließen.

### Chronik
| Eröffnungsdatum            | Linie   | Streckenabschnitt                 | Länge   | Stationen |
| -------------------------- | ------- | --------------------------------- | ------- | --------- |
| 29. Januar 2009            | Linie 1 | Mamá Tingó – Centro de los Héroes | 14,5 km | 16        |
| 1. April 2013              | Linie 2 | María Montez – Eduardo Brito      | 12,9 km | 13        |
| 8. August 2018             | Linie 2 | Eduardo Brito – Concepción Bona   | 03,6 km | 04        |
| im Bau, vorauss. Ende 2025 | Linie 2 | María Montez – Los Alcarizzos     | 07,3 km | 05        |
| im Bau, vorauss. 2027      | Linie 1 | Mamá Tingó – San Felipe           | 02,3 km | 02        |

### Linie 1
Die blaue Linie 1 besteht derzeit aus 16 Stationen (5 aufgeständert, 1 ebenerdig und 10 im Tunnel) mit einer Gesamtlänge von 14,5 km. Sie beginnt im Norden in der Stadt Villa Mella an der Station Mamá Tingó direkt am Stadtrand von Santo Domingo, verläuft südwärts entlang der Avenida Hermanas Mirabal, überquert den Río Isabela, führt weiter entlang der Avenida Máximo Gómez nach Süden, wendet sich nach der Station Joaquín Balager nach Südwesten, folgt der Avenida Dr. Bernardo Correa y Cidrón und endet nach einem Knick Richtung Süden in La Feria an der Station Centro de los Héroes. Am 22. Dezember 2008 wurde die Strecke für die kostenlose Nutzung während der Weihnachtsferien frei gegeben und am 6. Januar dann geschlossen, um Restarbeiten zu erledigen, der kommerzielle Betrieb konnte am 29. Januar 2009 aufgenommen werden. Das tägliche Fahrgastaufkommen wird auf 200.000 Personen geschätzt.
Am 23. September 2007 verkündete Präsident Leonel Fernández, dass die Stationen nicht nach den anliegenden Straßen, sondern nach historischen Persönlichkeiten der Dominikanischen Republik benannt werden. Kurz vor den abschließenden Testfahrten wurden am 25. Februar 2008 von Diandino Peña, OPRET-Direktor, die offiziellen Bezeichnungen bekannt gegeben. Im Einzelnen sind dies:
aufgeständert:

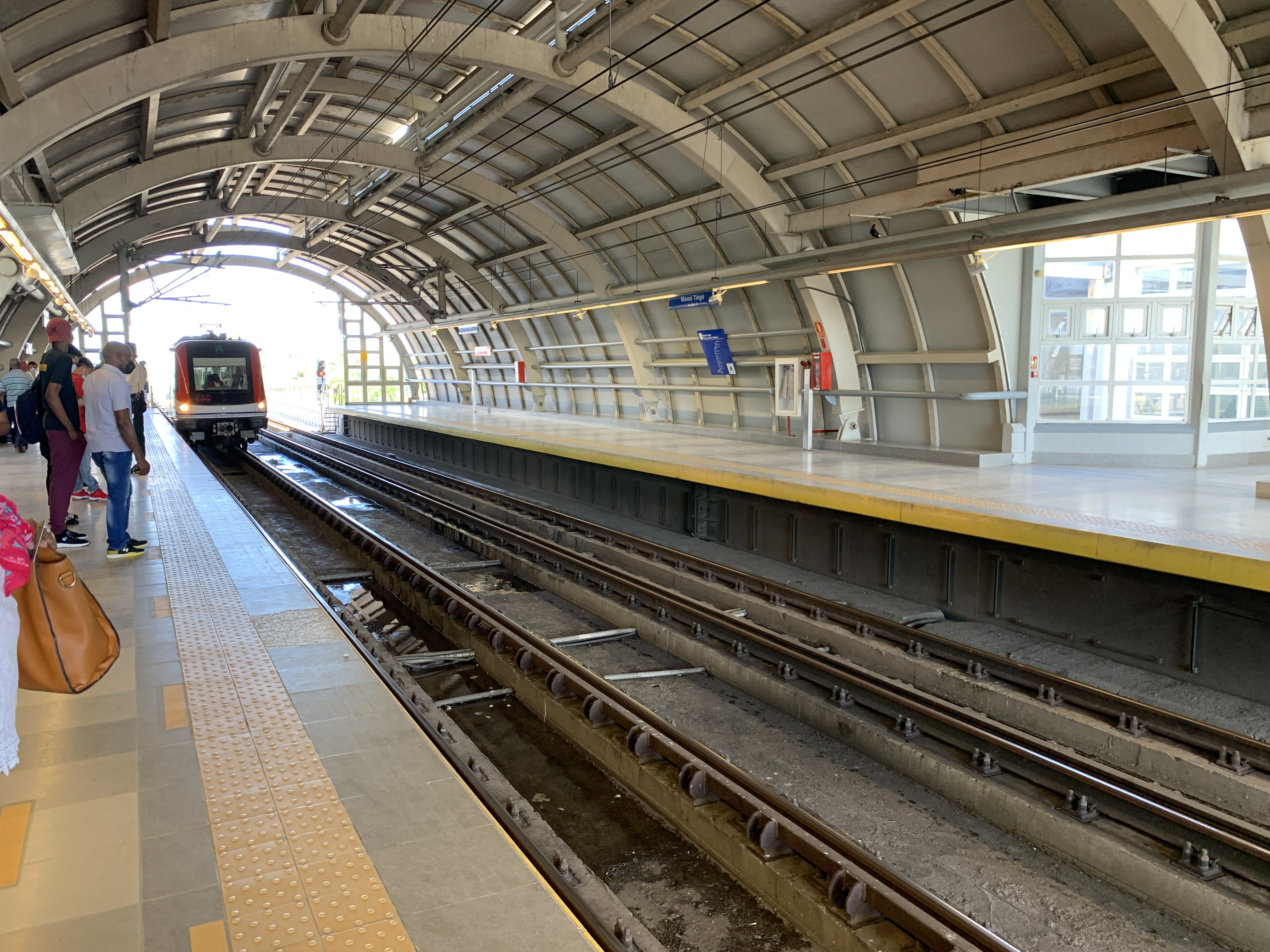
Typische Hochbahnstation: Mamá Tingó nach der Bahnsteigverlängerung (2021)

- Mamá Tingó, an der Kreuzung von Av. Hermanas Mirabal und Av. Charles de Gaulle (in Villa Mella)
- Gregorio Urbano Gilbert, ehemals La Paz, an der Av. Hermanas Mirabal (in Sol de Luz)
- Gregorio Luperón, ehemals Los Cerros, an der Av. Hermanas Mirabal (in Buena Vista II)
- José Francisco Peña Gómez, ehemals Los Guaricanos, an der Av. Hermanas Mirabal
- Hermanas Mirabal, ehemals Parque Mirador Norte, an der Av. Hermanas Mirabal

ebenerdig:
- Máximo Gómez, ehemals Isabela, neben dieser Station sind die zentrale Leitstelle und das Depot zu finden

im Tunnel:

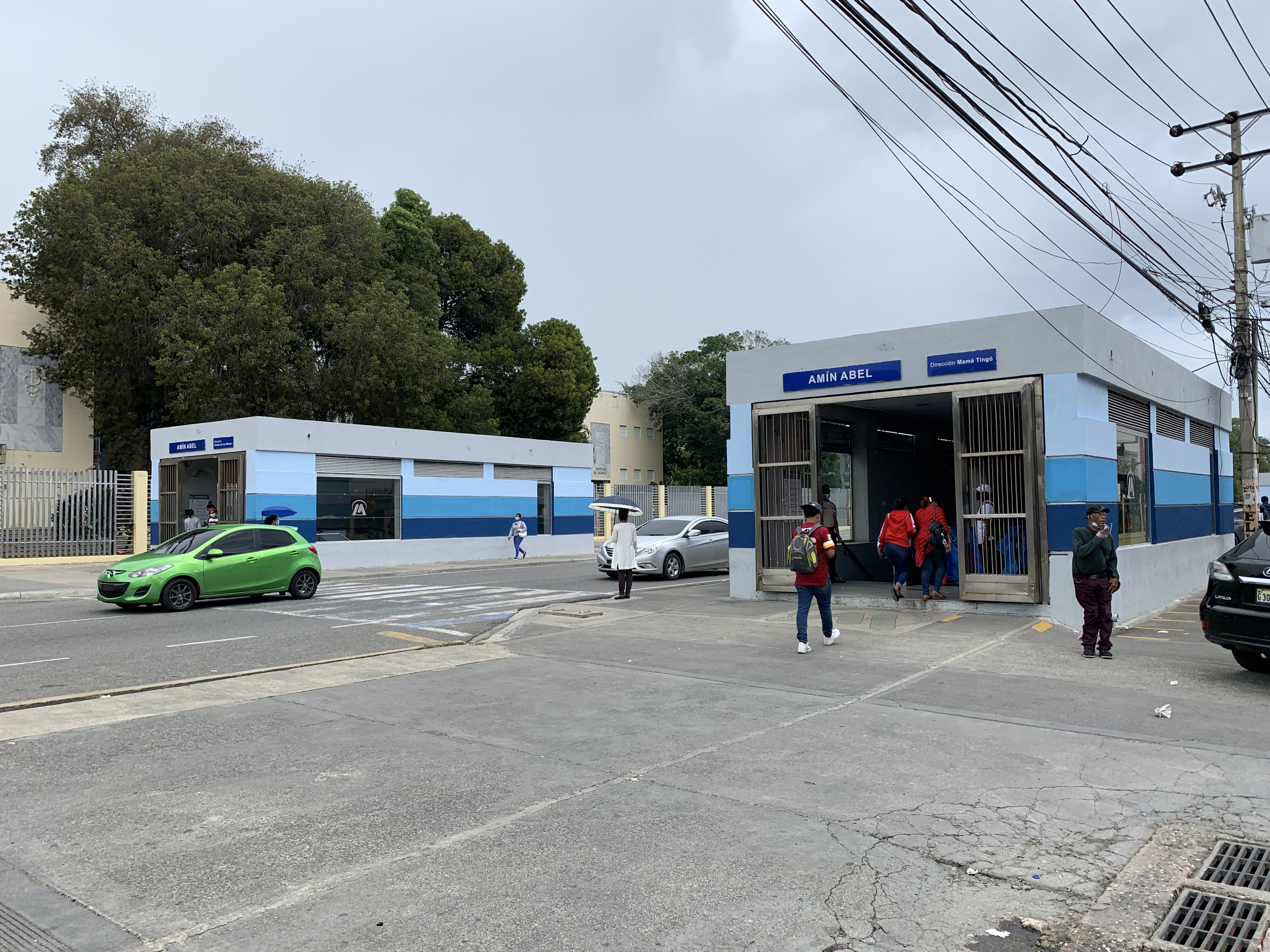
Typische Eingänge einer Untergrundstation: Amín Abel (2021)

- Los Taínos, ehemals Villas Agrícolas, Kreuzung der Av. Nicolas de Ovandoan mit der Av. Máximo Gómez
- Pedro Livio Cedeño, ehemals Cementerio Nacional (Nationalfriedhof), an der Av. Máximo Gómez
- Peña Batlle, ehemals Peña Batlle, an der Av. Máximo Gómez
- Juan Pablo Duarte, Kreuzung der Av. John F. Kennedy mit der Av. Máximo Gómez (Umsteigemöglichkeit zur Linie 2)
- Prof. Juan Bosch, Kreuzung Av. 27 de Febrero mit der Av. Máximo Gómez (geplante Umsteigemöglichkeit zur Linie 3)
- Casandra Damirón, ehemals Teatro Nacional (Nationaltheater), an der Av. Máximo Gómez
- Joaquín Balaguer, ehemals (Bildungsministerium), Nähe Av. Máximo Gómez
- Amín Abel, an der Av. Correa y Cidron an der Universidad Autónoma de Santo Domingo (UASD)
- Francisco Alberto Caamaño, Kreuzung der Av. Correa y Cidron mit der Av. Abraham Lincoln
- Centro de los Héroes, Kreuzung der Av. Comandante Moya mit der Av. Independencia (La Feria)

Die Haltestelle Teatro Nacional (offiziell Casandra Damirón) hat ein großes Zwischengeschoss, in dem Stücke der dominikanischen Kultur und moderne Kunst ausgestellt werden. In der Station Centro De los Heroes gibt es im Zwischengeschoss den Sala Memorial Héroes de Constanza, Maimón y Estero Hondo (Heldengedenkhalle von Constanza, Maimón und Estero Hondo) zu Ehren Hunderter junger Menschen, die am 14. Juni 1959 versuchten, die Diktatur des Rafael Leónidas Trujillo Molina zu stürzen.
Im September 2021 verkündete OPRET unter der Projektbezeichnung Línea 1B die Verlängerung der Linie 1 nach Norden um 2,3 Kilometer mit zwei Stationen nach Punta, einer P+R-Anlage sowie einem Zugdepot mit 14 Gleisen. Die Bauarbeiten sollten Ende 2022 beginnen und spätestens Anfang 2024 abgeschlossen sein. Allerdings erfolgte erst im August 2023 die Veröffentlichung der Ausschreibung im Umfang von 460 Millionen Pesos (rund 170 Millionen Euro). Den Zuschlag erhielt für 391 Millionen Pesos (rund 145 Millionen Euro) am 23. November des Jahres das dominikanische Konsortium ICAT-L1B. Der erste Spatenstich erfolgte durch Präsident Luis Abinader am 6. März 2024, die Bauzeit wurde dabei mit 36 Monaten angegeben. Im Oktober 2024 wurden die Baukosten nach Feinplanungen bereits auf 435 Millionen Pesos (rund 161 Millionen Euro) beziffert, das Zugdepot ist nurmehr mit sieben Gleisen vorgesehen.

### Linie 2

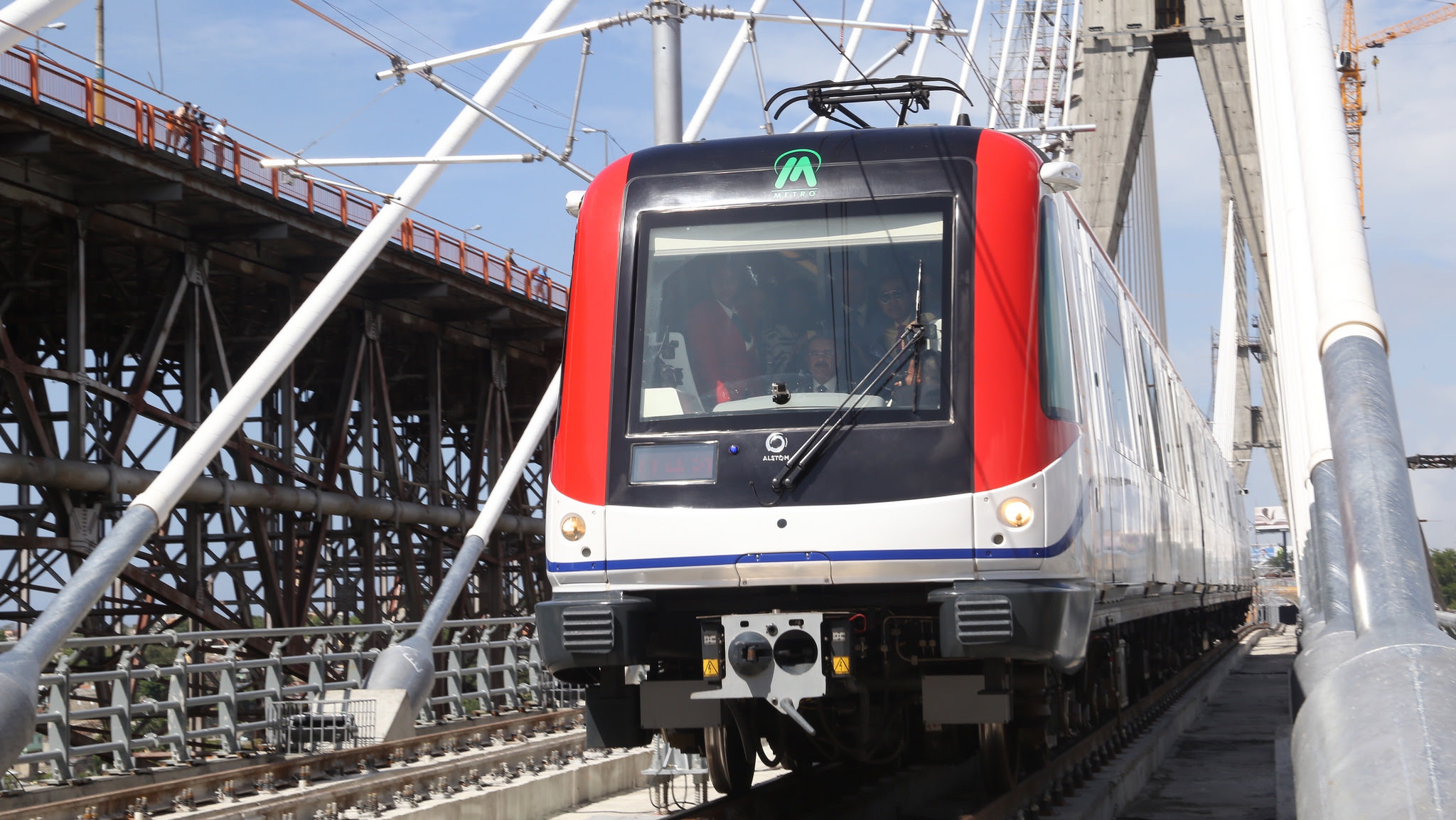
Ein Zug der Linie 2 auf der Francisco-del-Rosario-Sánchez-Brücke auf dem Weg zur Station Ercilia Pepín (2018)

Die rote Linie 2 verläuft von West nach Ost unter der Avenida John F. Kennedy. Sie beginnt an der Haltestelle María Montez im Stadtteil Villa Marina und führt nach Concepción Bona in Santo Domingo Este. Die nötigen Bodenuntersuchungen begannen nach dem ersten Testlauf der Linie 1 im Februar 2008. Die überwiegend unterirdisch verlaufende Strecke ist aktuell 16,5 Kilometer lang. Auf einem ersten Abschnitt mit einer Länge von 12,9 Kilometern mit insgesamt 14 Stationen wurde am 1. April 2013 der Betrieb aufgenommen, eine Verlängerung um vier Stationen östlich des Río Ozama wurde am 8. August 2018 in Betrieb genommen. Dabei wird der Fluss oberirdisch auf einer zweihüftigen Schrägseilbrücke überquert. Seit 2022 ist eine westliche Verlängerung der Linie von María Montez über 7,3 Kilometer und fünf Stationen bis Los Alcarrizos mit dortigem Anschluss an die Teleférico Línea T2 nach Los Americanos im Bau. Die Eröffnung ist für Ende 2025 vorgesehen.

### Planungen
Im Masterplan für Verkehrsmanagement in Santo Domingo (Plan Maestro para el Ordenamiento del Transporte en Santo Domingo) wurde 2008 der Bau von insgesamt sechs Linien über einen Zeitraum von 20 Jahren mit einem Streckennetz von zusammen 60 Kilometern vorgesehen. Folgende Linien waren im Einzelnen geplant:
Linie 3 sollte im Stadtzentrum vom Hauptgeschäftsviertel unter der Avenida 27 de Febrero verlaufen und in Santo Domingo Este enden.
Linie 4 sollte von Nord nach Süd unter der Avenida Gregorio Luperon von La Plaza de la Bandera nach Kilometer 9 der Autopista Duarte verlaufen und die Linie 2 und 3 im Westen der Stadt verbinden.
Linie 5 sollte von Nord nach Süd unter der Avenida San Vicente de Paul von der Las Americas Autobahnkreuzung zur Carretera Mella verlaufen.
Linie 6 sollte von der Linie 2 an der Avenida San Martin abzweigen und in der Zona Colonial enden.
Die Linien 5 und 6 wurden zwischenzeitlich ersatzlos gestrichen.

#### Linie 3
Aktuell (Stand Anfang 2025) wird die dritte Linie als Stadtbahn Tren Metropolitana mit zwei Bauabschnitten geplant. Zuerst soll die Strecke von der Umsteigestation Juan Pablo Duarte der Linien 1 und 2 unter der Avenida Kennedy bis zur Avenida de Gaulle verlaufen und von dort oberirdisch bis zum internationalen Flughafen Las Américas führen. Eine Ausschreibung hierfür erfolgte mit einer Einreichungsfrist bis zum 16. September 2024. FITRAM verkündete Anfang November des Jahres die Aufgabe der Ausschreibung, stattdessen soll die Stadtbahn nunmehr als ÖPP-Projekt oder Konzessionsprojekt neu gedacht werden.
In einem zweiten Schritt soll die Strecke nach Westen unter der Avenida 27 de Febrero die Innenstadt durchqueren, an der Avenida Churchill mit der Linie 4 und in Pintura mit der Linie T3 der Teleférico de Santo Domingo verknüpfen, und von dort nach Norden zur Station 27 de Febrero der Linie 2 führen.

#### Linie 4
Aktuell (Stand Anfang 2025) wird die vierte Linie als ebenerdige Straßenbahn Tranvía geplant. Die Strecke führt auf eigenem Gleisbett von der Station Ulises Francisco Espaillat der Linie 2 entlang der Avenida Churchill, verknüpft an der Avenida 27 de Febrero mit der Linie 3 und an der Station Centro de los Héroes mit der Linie 1, führt von dort entlang der Avenida Independencia und endet an der zukünftigen Station Carretera Sánchez der Linie T3 der Teleférico de Santo Domingo.

## Technik
Der französische Konzern Alstom lieferte zu Beginn insgesamt 19 Alstom-Metropolis-9000-Dreiergespanne (insgesamt 57 Wagen) aus seinen Werken in Belgien, Frankreich und Spanien. Der Gesamtauftragswert betrug 92,5 Millionen Euro. Der erste Zug wurde am 19. Dezember 2007 aus Barcelona verschifft und erreichte am 3. Januar 2008 die Dominikanische Republik. Die auf Normalspurweite fahrenden Züge sind mit Klimaanlagen, Überwachungskameras und Fahrgastinformationssystemen ausgestattet. Pro Zuggarnitur können 617 Passagiere befördert werden. Die Zuggarnituren mit drei Waggons können in Doppeltraktion verkehren. Von den 19 Zügen sollten 17 stets in Betrieb sein und zwei Züge als Reserve vorgehalten werden.
2018/19 lieferte Alstom erneut sechs Züge für die Streckenerweiterung der Linie 2. Um die Transportkapazitäten durch Züge in Doppeltraktion zu erhöhen und um den Bedarf nach der Eröffnung der Nordwestverlängerung der Linie 2 abzudecken, wurden bei Alstom im August 2021 weitere 24 dreiteilige Einheiten im Gesamtwert von 48,45 Millionen Euro bestellt. Deren Auslieferung begann im Juli 2023 und im März 2025 waren bereits 16 Einheiten mit 48 Wagen vom Werk in Barcelona ausgeliefert. Die ersten Züge in Doppeltraktion (mit dann insgesamt sechs Wagen für rund 1.230 Passagiere) sollen im Juli 2025 ihren Betrieb aufnehmen und schrittweise auf beiden Linien in das System integriert werden.
Die Stromversorgung erfolgt per Oberleitung.

## Betrieb
Die Metro Santo Domingo wird seit ihrer Eröffnung vom OPRET betrieben.

### Fahrplan
Beide Linien verkehren montags bis freitags von 6:00 bis 22:30 Uhr, an Samstagen, Sonn- und Feiertagen von 6:00 bis 22:00 Uhr.

### Tarife
Der Fahrpreis für eine Einzelfahrt in Höhe von 20 DOP (im Januar 2009 umgerechnet 0,43 EUR, im April 2025 noch 0,30 EUR) ist seit der Eröffnung der Metro unverändert. Die Fahrkarten zur Nutzung können auf zwei Arten erworben werden: als Tarjeta de Carga Única mit einer Fahrt, mit zwei Fahrten für 40 DOP oder als Tageskarte mit unbegrenzten Fahrten für 80 DOP. Sowie als mit bis zu 7.000 DOP (wieder)aufladbare Tarjeta Recargable, auf der dann vier Optionen buchbar sind: Einzelfahrt, Doppelfahrt, Multi 10 mit 7,5 % Rabatt (zehn Einzelfahrten zu je 18,50 DOP) oder Multi 20 mit 10 % Rabatt (20 Einzelfahrten zu je 18 DOP). Auf dieser Karte kann eine neue Buchung erst erfolgen, wenn die vorangegangene Buchung vollständig aufgebraucht ist. Darüber hinaus gibt es für Unternehmen die Möglichkeit, bei OPRET einen individuellen Vertrag abzuschließen, mit dem Mitarbeitende zu günstigeren Preispaketen die Metro und die Seilbahnen nutzen können.

## Zwischenfälle
Am Morgen des 27. Oktober 2014 zündete um 8:30 Uhr ein Mann aus unbekannten Gründen einen Rucksack mit brennbaren Materialien in einem Metro-Fahrzeug auf der Linie 2 zwischen den Stationen Ramón Cáceres und Mauricio Báez an, wodurch 35 Personen verletzt wurden, darunter sieben Personen mit Verbrennungen, zwei davon mit schweren. Im März 2016 wurde der Täter wegen Terrorismus zu 35 Jahren Gefängnis sowie zu Schmerzensgeld zwischen einer und 15 Millionen Pesos an die Opfer mit Verbrennungen und zum Schadenersatz an OPRET für die Beschädigungen an Wagen und Infrastruktur verurteilt.